# Ulu Merah
Ulu Merah is een bestuurslaag in het regentschap Pakpak Bharat van de provincie Noord-Sumatra, Indonesië. Ulu Merah telt 553 inwoners (volkstelling 2010).